# Dalbergia cearensis
Espèce
Classification phylogénétique
Dalbergia cearensis est une espèce de plantes à fleurs de la famille des Fabaceae. C'est un arbre qui produit un bois précieux que l'on nomme « Bois de violette » ou « Jacarandá ». Elle est proche des espèces de palissandre. On l'utilise dans la confection de placage pour meuble, la marqueterie (particulièrement sur les meubles français du XVIIIe siècle), le tournage, l'incrustation et la lutherie (hautbois...).
Il présente une teinte violacée à l'état frais (d'où son nom « bois violet » devenu « bois de violette ») qui évolue vers le brun avec le temps (phénomène dû à l'oxydation des tannins colorés), et veiné de noir. Le grain est serré, fin et régulier. Le fil est droit. Pour présenter des effets graphiques intéressants, il est plutôt découpé en placage, selon différents plans (sur dosse, en bout, en « saucisson ») pour mettre en évidence ses veines sombres. Les Anglo-Saxons le nomment kingwood ce qui signifie « le bois du Roi » car aux XVIIe et XVIIIe siècles il était réservé aux nobles et à l’aristocratie d’où son nom.
Densité : 1 200 kg/m3.
L'arbre atteint 15 à 20 mètres. On le trouve au Brésil dans les États de Bahia, du Ceará, du Paraíba, du Pernambuco et de Piauí.